# 『BACK-ON TOUR 2015』JAPAN TOUR 来場者特典CD
「『BACK-ON TOUR 2015』JAPAN TOUR 来場者特典CD」は、BACK-ONの会場限定シングル。2015年会場限定で来場者全員に特典として配布された。

## 概要
『BACK-ON TOUR 2015』全会場にてBACK-ONの未発表楽曲を収録し配布された。トラック1には全会場同じ楽曲を収録。トラック2には4月、5月、6月で違う楽曲を収録。トラック3には全会場違うSPECIALなトラックが収録された。

## 収録曲
配布された会場によって異なる。ちなみに1曲目はDig inである。
| スタブアイコン | サブスタブ | この項目は、まだ閲覧者の調べものの参照としては役立たない、シングルに関連した書きかけの項目です。この項目を加筆・訂正などしてくださる協力者を求めています（P:音楽/PJ:楽曲）。 |